# HMS H7
HMS H7 – brytyjski okręt podwodny typu H. Zbudowany w latach 1914–1915 w stoczni Canadian Vickers w Montrealu, gdzie okręt został wodowany 1 kwietnia 1915 roku. Rozpoczął służbę w Royal Navy 29 czerwca 1915 roku. Pierwszym dowódcą został Lt. Ernest G. Ebblewhite.
W 1916 roku HMS H7 był w składzie Ósmej Flotylli Okrętów Podwodnych stacjonującej w Yarmouth, pod dowództwem Lt. Ebblewhite'a. 
W listopadzie 1918 roku stacjonował w Brindisi.
30 listopada 1921 roku okręt został sprzedany firmie Agius Bros z Malty i następnie złomowany.